# Fondation MacArthur
La fondation John D. et Catherine T. MacArthur est une fondation philanthropique américaine fondée en 1975 par l'homme d'affaires John D. MacArthur (en) et sa femme Catherine T. MacArthur (en). Son siège social est basé à Chicago, dans l'Illinois.

## Activités
La fondation a une dotation d'environ 5,7 milliards de dollars américains, et intervient à plusieurs niveaux : à l'international dans des domaines tels que la défense des droits de l'homme, l'environnement, la scolarisation des filles, la santé, au niveau national dans des domaines tels que l'accès au logement pour tous, dans l'éducation avec son programme de bourse d'études  MacArthur, et sur le plan culturel par la production de contenu radiophonique et documentaire.
La fondation est à l'origine de la bourse MacArthur, bourse d'études sur cinq ans qui récompense chaque année de 20 à 40 étudiants américains.
La fondation est en partie à l'origine de l'émission radiophonique This American Life, dont l'idée lui avait été proposé par WBEZ en 1993 et dont elle a financé le lancement à hauteur de 150 000 dollars.